# Philip Wersén

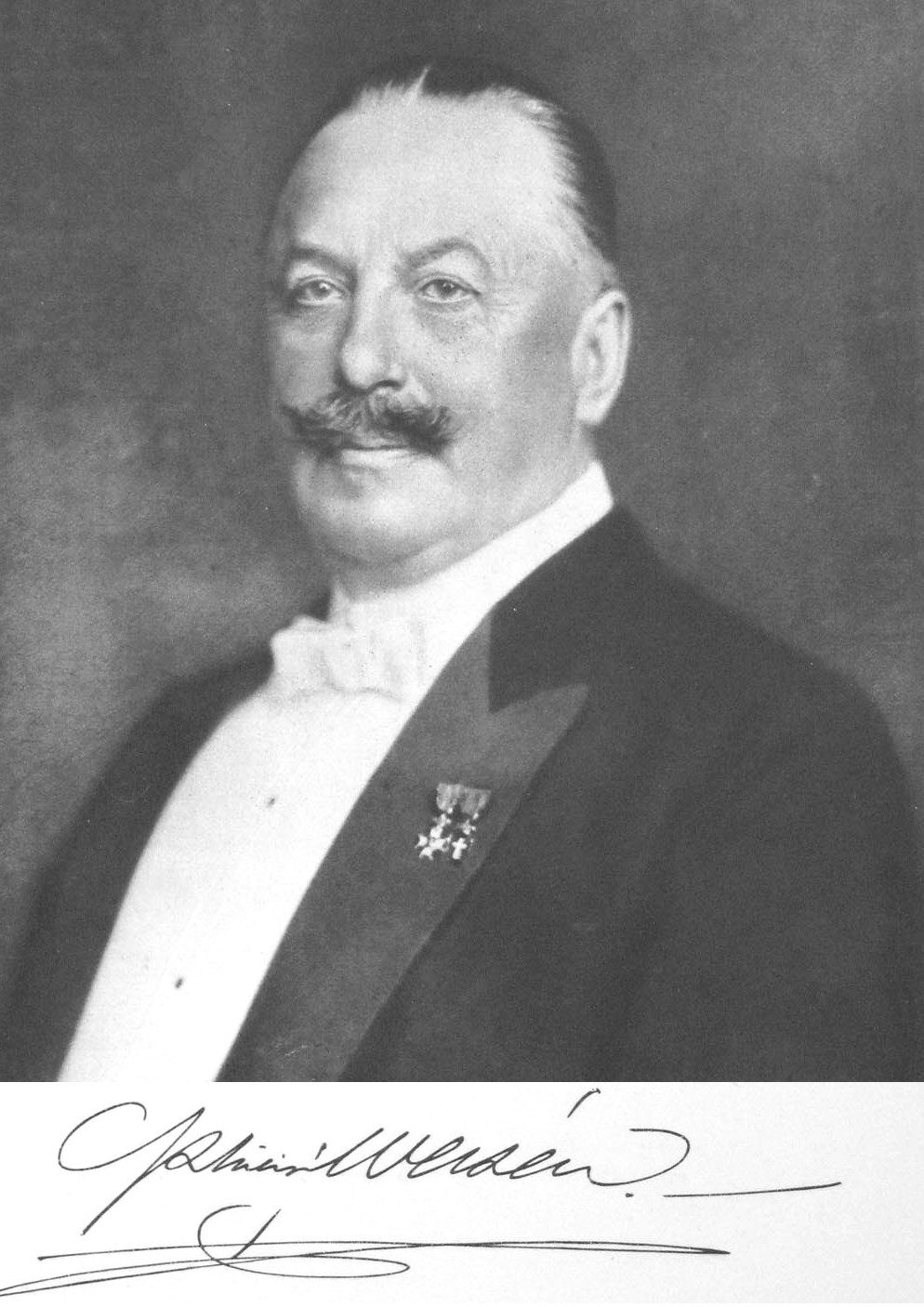
Philip Wersén.

Frans Philip Wersén, född 3 oktober 1854 i Örebro, död 9 juni 1940 i Stockholm, var en svensk ingenjör och företagsledare.

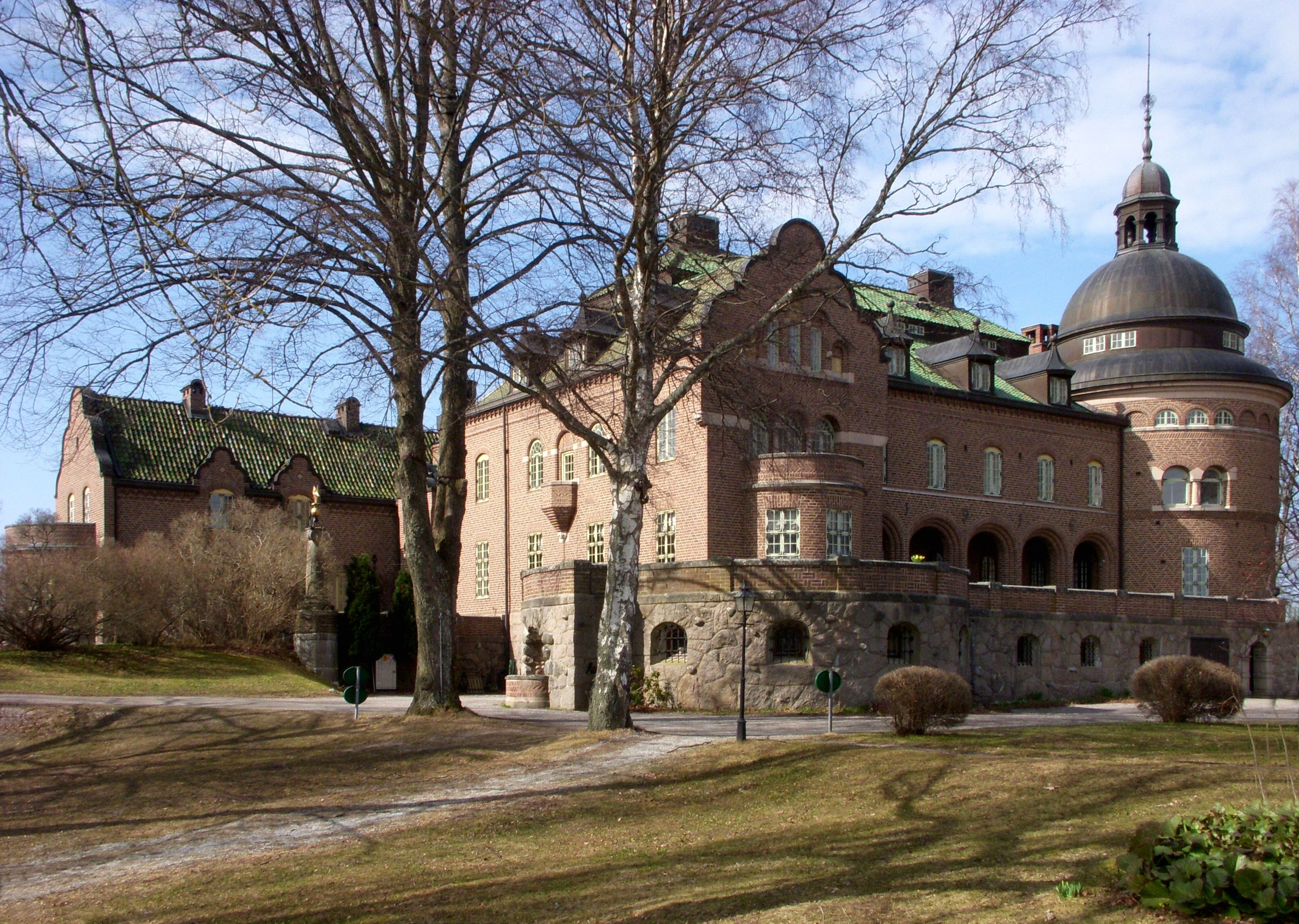
Ängsholms slott i april 2011

Wersén studerade vid Tekniska Elementarskolan i Örebro och anställdes 1873 som ritare vid AB Atlas verkstad i Södertälje och blev snabbt chef för hela vagntillverkningen. Under åren 1883–1891 var han på samma befattning verksam i Stockholm då nämnda företag koncentrerat sin verksamhet dit. År 1891 blev han föreståndare, och ej verkställande direktör, för det då grundade VABIS i Södertälje. Verkställande direktör blev Peter Petersson som även var verkställande direktör för moderbolaget Surahammars Bruks AB. På grund av meningsskiljaktigheter mellan honom och Peter Petersson, bland annat om direktörsposten i VABIS, lämnade han 1896 VABIS och grundade 1897 konkurrenten AB Södertelge Verkstäder i samma stad. År 1894 hade han även invalts i Södertälje stadsfullmäktige.
Efter bara 5–6 år kom Södertelge Verkstäder att ha större omsättning och vinst än Vabis. Verksamheten vid Södertelge Verkstäder fortsatte att gå bra. År 1914, då Wersén stod på toppen av sin karriär, inköpte han den nedbrunna herrgården Ängsholm och lät där uppföra ett slott, efter ritningar av Södertäljearkitekten Tore E:son Lindhberg, som privatbostad. På grund av byggnadens tunga tegelarkitektur kallades anläggningen populärt "den sista Wasaborgen". År 1917 fick han träda tillbaka då AB Södertelge Verkstäder uppgick i sammanslutningen AB Svenska Maskinverken. Kostnaderna för uppförandet av Ängsholms slott, i kombination med efterkrigskrisen och spekulation i tyska industriaktier ledde till en personlig konkurs 1924, då han miste slottet. Han var vid sin död helt medellös.